# Goat digital
GOAT Digital é uma agência brasileira de marketing digital fundada em 2020, especializada em estratégias de mídia paga, automação de marketing, SEO e inbound marketing. Com sede em São Paulo, a empresa conta com 150 funcionarios, atende a mais de 200 clientes e é reconhecida por sua abordagem orientada a performance e inovação no setor digital.

## História
A GOAT Digital foi fundada por profissionais com mais de 10 anos de experiência em marketing e vendas. Desde o início, a empresa adotou uma estrutura enxuta, foco em dados e metodologia de execução contínua. O nome da empresa vem da sigla em inglês “Greatest Of All Time”.

## Modelo de Negócio
A GOAT Digital atua com serviços de mídia paga, inbound marketing, SEO, automações, CRM e planejamento estratégico. Sua proposta é oferecer soluções completas que conectem marketing e vendas com foco em resultados.

## Áreas de Atuação
A agência atende empresas dos setores de varejo, educação, saúde, tecnologia, automotivo e imobiliário. Entre os serviços mais demandados estão:
- Google Ads: criação e gestão de campanhas com foco em conversão e retorno sobre investimento.
- Meta Ads: gestão de anúncios para Instagram e Facebook com foco em performance e visibilidade de marca.[2]
- SEO: otimização de sites para melhorar o posicionamento em buscadores e atrair tráfego orgânico qualificado.[3]
- Inbound Marketing: produção de conteúdos, fluxos de automação e nutrição de leads em todo o funil de vendas.

## Expansão e Parcerias Estratégicas

### Aquisição da House Performance
Em 2024, a GOAT Digital adquiriu 30% da House Performance, agência especializada nos segmentos automotivo e imobiliário. A união das duas operações tem como meta atingir R$ 25 milhões de faturamento em 2025, resultado da soma de experiências em marketing e vendas.

### Lançamento da Rookie Digital
Também em 2024, a GOAT lançou a unidade Rookie Digital, voltada exclusivamente para micro e pequenas empresas. A proposta é entregar pacotes simplificados de marketing digital com preços mais acessíveis, sem abrir mão da estrutura estratégica da agência.

## Reconhecimento
A GOAT Digital é parceira certificada da RD Station, tendo alcançado o nível Diamond, reconhecimento concedido a agências com alto volume de contas gerenciadas e desempenho estratégico consistente.
Em 2022, a GOAT ficou em segundo lugar na categoria "Agência Revelação" do prêmio Limitless da RD Station, que destacou as empresas com maior crescimento e impacto entre centenas de agências parceiras da plataforma.
A agência também é frequentemente citada em veículos especializados como Meio & Mensagem, Veja e Revista Live Marketing, consolidando sua reputação no setor de marketing digital.
A GOAT também é listada em plataformas como InfoJobs e trampos.co, sendo considerada uma empresa referência no setor de performance e tecnologia aplicada ao marketing.

## Premiações
- Agência Revelação (Limitless RD Station) — A GOAT Digital foi reconhecida como Agência Revelação pela RD Station, durante o evento Limitless, premiação anual que celebra as principais agências do ecossistema de marketing digital.
- Agência do Ano (Limitless RD Station) — Pelo mesmo evento, a GOAT Digital foi eleita Agência do Ano, destacando-se como uma das principais referências no segmento de performance digital e SEO para e-commerces.
- Agência Especialista em Vendas (Limitless RD Station) — O reconhecimento veio por sua capacidade de gerar resultados consistentes e escaláveis para seus clientes, sendo eleita a principal especialista em vendas entre as agências parceiras da RD Station.
- Top 5 no Brasil (Limitless RD Station) — Nos anos de 2023 e 2024, a GOAT Digital figurou entre as cinco melhores agências do país na premiação Limitless, consolidando seu posicionamento de liderança em estratégias de vendas e marketing digital.

## Certificações
- RD Station Diamond Partner — Desde 2022, a GOAT Digital ocupa o nível mais alto do programa de parceiros da RD Station, o selo Diamond, um reconhecimento alcançado por apenas 1% das agências do ecossistema. Essa certificação atesta a excelência da agência em estratégias de inbound marketing, automação e CRM.
- Google Partner Premier — A GOAT Digital é certificada como Google Partner Premier, um selo concedido para o top 3% das agências do Brasil no Programa Google Partners. Esse reconhecimento é dado às empresas que demonstram um alto nível de conhecimento técnico e entregam resultados expressivos para seus clientes através de campanhas otimizadas no Google Ads.
- Meta Business Partner Badge — A GOAT Digital é reconhecida pela Meta como uma das principais agências do mercado para gestão de campanhas em Facebook, Instagram e WhatsApp. O selo Meta Business Partner Badge reforça a expertise da GOAT em entregar campanhas de alta performance, utilizando as melhores práticas e estratégias validadas globalmente. Estar nesse seleto grupo de parceiros da Meta garante à GOAT acesso exclusivo a treinamentos avançados, suporte dedicado e insights estratégicos para maximizar resultados em todo o ecossistema Meta.